# Osmia tricuspidata
Osmia tricuspidata är en biart som beskrevs av Dours 1873. Osmia tricuspidata ingår i släktet murarbin, och familjen buksamlarbin. Inga underarter finns listade i Catalogue of Life.